# 상대원동
상대원동(上大院洞)은 대한민국 성남시 중원구의 법정동이다.

## 개요
상대원동의 명칭 유래는 ‘대원’(大院)이라 하여 규모가 큰 사찰이 있었던 곳이었다가 ‘하대원’에 또 큰 사찰이 생기자 구분하기 위해 ‘상대원’(上大院), ‘하대원’(下大院)으로 구분하였다는 설이 있고 공단 뒤의 보통골에 송언신의 서원이 있어서 대원이라 하였다가 하대원의 이집의 서원이 생기자 구별하기 위하여 상대원이라 불렀다고 하는데, 후설이 유력하게 추정된다. 1973년 7월 1일 성남시 상대원동이 되었고, 1979년 1월 1일 상대원1, 2동으로 분동하였다. 1980년 9월 1일에는 상대원1, 3동으로 분동하였다.

## 지리
전반적으로 가파른 지형을 가지고 있으며 성남시와 경기도 광주시의 경계인 동쪽으로 갈수록 경사가 심해진다. 상대원동 전지역에 걸쳐 성남공업단지(성남산단)이 조성되어 있어 성남시 산업발전에 기여하였다. 현재는

## 교통

### 도로
- 성남 순환로
- 둔촌대로
- 산성대로

## 시설
- 성남일반산업단지
- 성남중원경찰서

## 법정동
- 상대원동

## 교육
- 중원초등학교
- 상대원초등학교
- 대원초등학교
- 대일초등학교

## 주요 기관
- 공단본부
- 상대원우체국